# Cycas megacarpa
Cycas megacarpa K.D. Hill, 1992 è una pianta appartenente alla famiglia delle Cycadaceae, endemica dell'Australia.

## Descrizione
È una cicade con fusto arborescente, alto sino a 3(-6) m e con diametro di 8-14 cm.
Le foglie, pennate, lunghe 70-110 cm, sono disposte a corona all'apice del fusto e sono rette da un picciolo lungo 20-36 cm; ogni foglia è composta da 120-170 paia di foglioline lanceolate, con margine leggermente ricurvo, lunghe mediamente 12-20 cm, di colore verde chiaro, inserite sul rachide con un angolo di 40-70°.
È una specie dioica con esemplari maschili che presentano microsporofilli disposti a formare strobili terminali di forma ovoidale, lunghi 18 cm e larghi 7 cm ed esemplari femminili con macrosporofilli che si trovano in gran numero nella parte sommitale del fusto, con l'aspetto di foglie pennate che racchiudono gli ovuli, in numero di 2-4.  
L'epiteto specifico megacarpa, e cioè grande mega- frutto karpos, fa riferimento ai semi lunghi 38-50 mm, grossolanamente ovoidali, ricoperti da un tegumento di colore arancio-marrone.

## Distribuzione e habitat
È diffusa da sud di Mount Morgan fino ai pressi di Goomeri, nel Queensland.

Prospera su terreni argillosi-limacciosi sovrastanti vari substrati.

## Conservazione
La IUCN Red List classifica C. megacarpa come specie vulnerabile.

La specie è inserita nella Appendice II della Convention on International Trade of Endangered Species (CITES).